# NGC 5058
NGC 5058 is een spiraalvormig sterrenstelsel in het sterrenbeeld Maagd. Het hemelobject werd op 2 juni 1883 ontdekt door de Duitse astronoom Ernst Wilhelm Leberecht Tempel.

## Synoniemen
- NGC 5058
- UGC 8345
- MCG 2-34-6
- MK 786
- ZWG 72.42
- KCPG 370B
- PGC 46241